# Jailhouse-Rock
Der Jailhouse-Rock oder JHR ist der Name eines Kampfstils, der von schwarzen Häftlingen entwickelt wurde, teils sogar aus der Mitgliedschaft in Straßengangs, und sich in US-Gefängnissen etablierte.

## Allgemeines
Es gibt regionale Stilrichtungen von JHR, die sich in ihrer Art unterscheiden bzw. die sich aufgrund von Zugehörigkeiten zu unterschiedlichen ethnischen Gruppe oder Gangs in den verschiedenen Gefängnisanstalten innerhalb der Vereinigten Staaten entwickelten. JHR ist vergleichbar mit der brasilianischen Capoeira-Bewegung und dem französischen Savate. Die meisten Experten sind sich einig, dass diese eigenwillige Variation der „Straßenkämpfe“ der Gangs nicht eine festgeschriebene Form der Kampfkunst im Allgemeinen darstellt, sondern eher als „Straßenkunst“ angesehen werden soll, so wie beispielsweise Skateboarding, Parkour oder Breakdance.

## Richtungen
Zu den verschiedenen Richtungen des Jailhouse-Rock zählen unter anderem:
- 52 Hand Blocks
- Comstock Style
- Bum Rush
- San Quentin Style
- Mount Meg
- 42nd
- Closing Gates

## Herkunftstheorien
Entsprechenden Aussagen von Forschern und Kämpfern dieses Stils zufolge liegen die Wurzeln von JHR im 17. oder 18. Jahrhundert, als die ersten Sklaven vom schwarzen Kontinent institutionalisiert wurden und sich auf diese Art verteidigen mussten.
Laut mündlicher Überlieferung jedoch wurde dieses Geschick im US-Gefängnissystem über Jahrzehnte hinaus entwickelt. Diese Theorie veranlasst zu der Annahme, dass JHR durch eine Verschmelzung zwischen der Afrikanischen und der Europäisch/Amerikanischen Faustkampfart Bare-knuckle, in denen der Sklave Tom Molineaux (siehe auch:Tom Cribb) ein Champion war, und der wenig bekannteren afro-amerikanischen Kampfstilrichtung „Knocking and Kicking“ sein könnte.
Alternativ dazu behaupten andere, dass JHR nicht in den Gefängnissen entstand, sondern eine Weiterentwicklung der afrikanischen Kampfkünste oder Kampfspiele sind, die von den Sklaven innerhalb ihrer Gemeinschaft ausgetragen wurden.
Bekannt ist der Begriff auch durch eine gleichnamige Single von Elvis Presley sowie den gleichnamigen Film Jailhouse Rock – Rhythmus hinter Gittern.

## Stilentwickelungen
Obwohl angeblich moderne Stilrichtungen von JHR existieren (z. B. Bum Rush in Chicago), scheint es, als ob der Originalkampfstil im US-Vollzugssystem erloschen und dem heutzutage moderneren Boxen gewichen ist.
Die kürzliche Erklärung der „52 Hand Blocks“, oder auch „The 52s“ offenbarte, dass JHR in den Gang-geprägten Vororten um Brooklyn und New York City während der 1970er und 1980er entstanden sein soll.